# Japanse bezetting van Korea
De bezetting van Korea is de periode waarin het Japanse keizerrijk Korea bezet hield; dit was tussen 1910 en 1945. Korea werd in 1910 door Japan geannexeerd. Tot 2 september 1945, toen met de capitulatie van Japan een eind kwam aan de Tweede Wereldoorlog, bleef Korea vervolgens een kolonie van Japan.

## Voorgeschiedenis

### Redenen van kolonisatie
Japan was door de sakoku, zijn jarenlange isolatie van de rest van de wereld, een soort van buitenstaander geworden. In de 19e eeuw kwam het tot de conclusie dat het Westen door haar imperialistische politiek steeds meer en meer aan macht won in Azië. Japan begon hierdoor vrij angstig te staan tegenover het westerse imperialisme. Als reactie hierop liet Japan haar macht gelden in Azië. Vele gebieden, zoals Taiwan, Korea en delen van China, kwamen in de Japanse invloedssfeer of zelfs onder beheer. In 1876 sloot Japan het Verdrag van Kanghwa waarmee het toegang kreeg tot een drietal havens in Korea om handel te drijven. Dit gebeurde op een vergelijkbare wijze waarop commodore Perry Japanse havens had geopend voor de Verenigde Staten in 1854. Hiermee werd gepoogd de nationale soevereiniteit in stand te houden en een defensieve kring op te bouwen rond Japan.

### De moord op keizerin Myung Sung
Keizerin Myung Sung (明成皇后) was aan het einde van de 19de eeuw de Koreaanse keizerin. Ze slaagde erin om Korea uit de handen te houden van Japan door de hulp in te roepen van het keizerrijk Rusland en het Chinese Keizerrijk onder de Qing-dynastie. In 1895 werd ze op bevel van de Japanse minister Miura Goro (三浦梧楼) vermoord.

### De Eerste Chinees - Japanse oorlog
Van 1894 tot 1895 voerden de Chinezen en de Japanners de Eerste Chinees-Japanse Oorlog, waarbij het twistpunt de macht over Korea was. Japan vreesde een uitbreiding van het Russische rijk en zocht bondgenoten die op dezelfde lijn lagen met de Meiji-ideologie en die zich in de directe omgeving bevonden. Korea wenste echter niets te maken te hebben met Japan. Het wilde alleen zijn banden met China onderhouden, terwijl deze laatste niet bereid was zijn vazallenstaat op te geven.
In die tijd was in Korea de laatste dynastie aan de macht, de Joseondynastie (조선왕조,朝鮮王朝). Japan won de strijd van China en kon hierdoor als overwinnaar een aantal gunstige bepalingen afdwingen in het op 17 april 1895 ondertekende Verdrag van Shimonoseki. Hierbij werd Korea door China als een onafhankelijke staat erkend en deed China afstand van alle eventuele rechten erop.

### De Russisch - Japanse oorlog
Met de Russisch-Japanse Oorlog, die duurde van 1904 tot 1905 en die weer door Japan gewonnen werd, kon alle Russische invloed uit Korea verdreven worden. Niet veel later volgde het Taft-Katsura overeenkomst tussen de Verenigde Staten en Japan, waarbij aan Japan vrij spel in Korea gegeven werd, terwijl Japan zich niet zou bemoeien met de Amerikaanse Filipijnen. In een toespraak verklaarde de toenmalige Amerikaanse president Theodore Roosevelt: 
To be sure, by treaty it was solemnly covenanted that Korea should remain independent. But Korea itself was helpless to enforce the treaty, and it was out of the question to suppose that any other nation, with no interests of its own at stake, would do for the Koreans what they were utterly unable to do for themselves... Korea has shown its utter inability to stand by itself.

## Annexatie van Korea (1910)
Met het annexatieverdrag, dat afgesloten werd in augustus, werd de heerschappij door Japan een feit. Het annexatieverdrag werd ondertekend en opgesteld door Terauchi Masatake en eerste minister Lee Wan Yong. Het verdrag bevatte acht artikelen:
1. De keizer van Korea zal op permanente basis afstand doen van alle soevereiniteitsrechten die hij heeft over Korea als geheel.
2. De keizer van Japan aanvaardt deze afgestane rechten en zal van de annexatie van Korea onder leiding van het keizerrijk Japan een feit maken.
3. De Japanse keizer zal ervoor zorgen dat de vroegere leiders van Korea, indien waardig genoeg, hun titels kunnen behouden.
4. De Japanse keizer zal de leden van het Koreaanse vorstenhuis en zijn erfgenamen op een waardige manier eren en zijn gebruiken in stand houden. De nodige financiële middelen om dit te doen zullen hiervoor aangewend worden.
5. De keizer van Japan zal aan de Koreanen die het waard zijn (bijvoorbeeld door een dienst aan de gemeenschap), een geldsom en opname in de hogere klasse toekennen.
6. De Japanse regering zal de gehele regering en administratie van Korea onder haar hoede nemen, en zal de burgers die volgens de gestelde wetten leven volle bescherming bieden, en hiermee de welvaart van deze Koreanen bevorderen.
7. De Japanse regering zal met plezier de Koreanen die capabel genoeg zijn en het nieuwe regime trouw aanvaarden, werkgelegenheid bieden bij de ambtelijke dienst van Japan in Korea.
8. Dit document, goedgekeurd door de Japanse en Koreaanse mogendheden, zal vanaf zijn afkondiging geldig zijn.

## Invloed van Japanse heerschappij

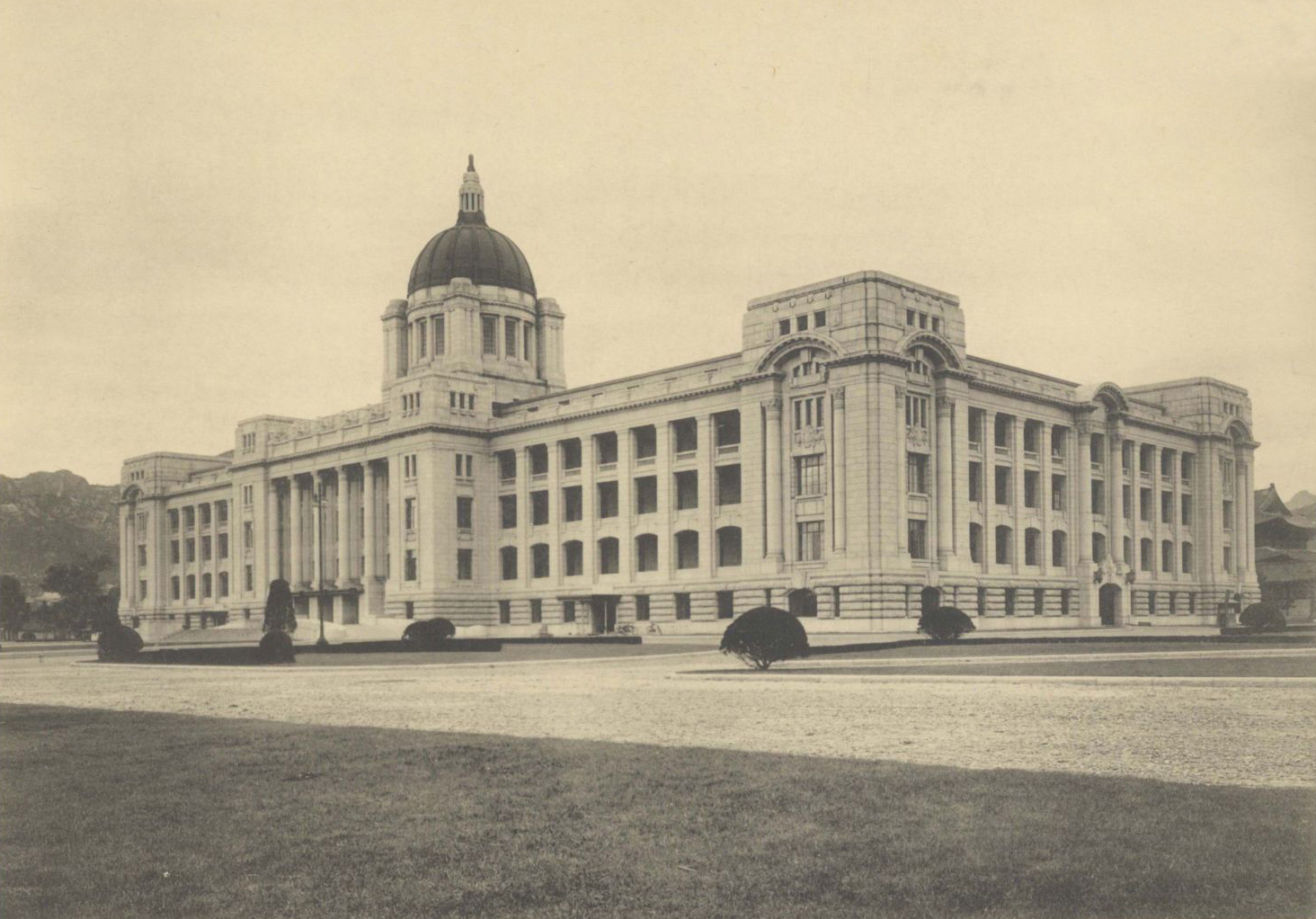
Hoofdkwartier van het koloniale bestuur

Voor het bestuur van de kolonie werd een gouverneur-generaal aangesteld. Voor de huisvesting van het koloniaal bestuur was een groot gebouw noodzakelijk, Japan besloot een groot deel van het paleiscomplex Gyeongbokgung in het centrum van Seoel te slopen om hiervoor ruimte te maken. De locatie was met opzet gekozen, het gebouw belemmerde het zicht vanuit het stadscentrum op het paleis en onderstreepte de Japanse koloniale overheersing. De bouw duurde 10 jaar en het gebouw kwam in 1926 gereed. Het was uitgevoerd in een neoklassieke stijl. Tot de Japanse overgave in september 1945 bleef het in die functie in gebruik. Het werd uiteindelijk in 1995 gesloopt.

### Militair

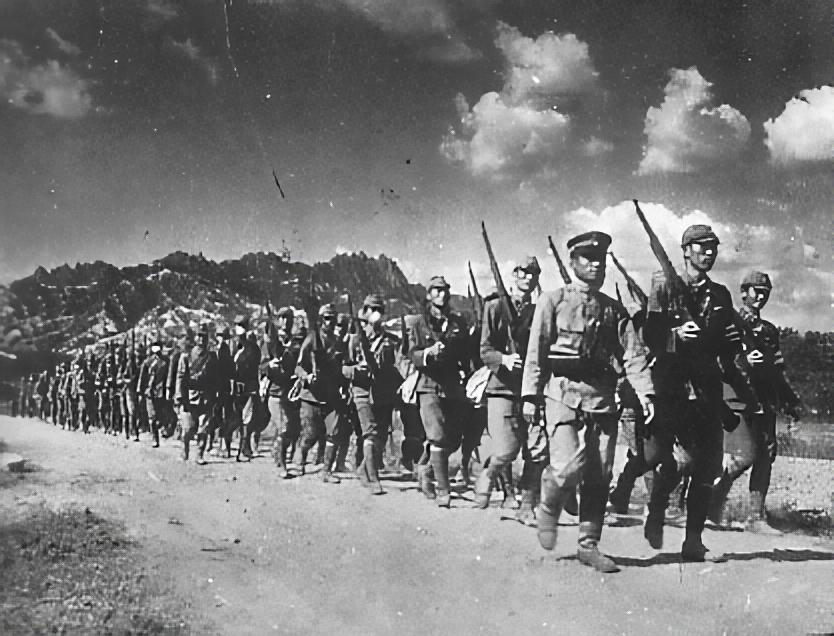
Koreaanse vrijwilligers in Japanse dienst, 1943

Toen Japan de volledige macht had over de Koreaanse regering en militie, richtte het een gendarmerie op waar zowel Japanners als Koreanen lid van konden worden. Toch was deze militie tot de 1 maart-beweging niet zo nodig. Op 1 maart 1919 begaven zo'n miljoen Koreanen zich de straat op om te protesteren tegen de Japanse heerschappij en om hun onafhankelijkheid te eisen. Deze betoging dwong de Japanse regering om haar beleid van opgedrongen japanisering te versoepelen. Desondanks betekende de betoging ook dat de gendarmerie echt actief werd, en zij kreeg de toestemming om zonder huiszoekingsbevel willekeurig huizen binnen te gaan en te zoeken naar bezwarende zaken tegen het Japanse beleid.
Het Koreaanse leger was effectief afgeschaft medio 1909. Voor Koreanen was het nagenoeg onmogelijk om een militaire carrière te beginnen. Dit veranderde in de jaren dertig, vanaf september 1934 werd enige vorm van militaire training en opleiding voor Koreanen mogelijk. In 1938 konden Koreanen vrijwillig toetreden tot het leger en vijf jaar later werd de dienstplicht ingevoerd. In 1945 hadden 141 Koreanen een diploma van een Japanse militaire academie in handen, de latere Zuid-Koreaanse president Park Chung-hee was er een van.
Toen Japan in 1941, door de aanval op Pearl Harbor, rechtstreeks betrokken raakte in de Tweede Wereldoorlog, begon het met het verzamelen van troepen. Vele Koreaanse mannen werden opgeroepen om zich of bij het Japans Keizerlijk Leger te vervoegen, of om te werken in de militaire industriële sector. Zo'n 18.000 Koreaanse mannen ondergingen de testen om toegelaten te worden in het leger maar in 1944 werd geteld dat er zo'n 20.000 het leger waren ingegaan. In totaal waren er zo'n 242.341 Koreaanse werklieden gedurende de oorlog, en zo'n 22.182 stierven.

### Cultureel
Naamsverandering
In 1939 werd het Koreaanse volk door de koloniale autoriteiten onder druk gezet om hun eigen Koreaanse naam om te zetten in een Japanse. Meer dan 80% van de bevolking heeft dit inderdaad gedaan.
Troostmeisjes
Vanwege de aanwezigheid van vele Japanse soldaten in Korea (en andere bezette gebieden) werd het principe van troostmeisjes ingevoerd. In Korea werden duizenden jonge vrouwen door het Japanse leger tot prostitutie gedwongen.
Onderwijs
Japan geloofde sterk in de gedachte dat goed onderwijs voor eenheid bij het volk zou zorgen, en dat het Koreaanse volk zich zo achter zijn beleid zou kunnen scharen. Daarom werden nieuwe scholen opgericht, waarin werd lesgegeven in een optimale sfeer. Een van de struikelblokken was echter dat er enkel en alleen lesgegeven werd in het Japans (en ook wat klassiek Chinees), en dat hiermee de Koreaanse taal verdrongen werd. Koreaanse taal- en geschiedenislessen waren strikt verboden. Dit was een stap naar de poging om de gehele Koreaanse cultuur te verdringen, en om van Korea een soort tweede Japan te maken.
Taal
In de jaren dertig begon de Japanse regering zich bezig te houden met de Koreaanse taal. In Seoel werden maatregelen genomen ter onderdrukking van het Koreaans, wat uiteindelijk zou leiden tot een verbod op het gebruik van deze taal in alle media.
Media
Japan ging heel ver in het verdringen van de Koreaanse cultuur. In kranten en op de radio's mocht de Koreaanse taal niet meer gebruikt worden, op straffe van verbanning. In de plaats van in het Koreaans moesten kranten en radio's in het Japans hun informatie aan het volk verschaffen. Vele Koreaanse monumenten werden verwoest en vroegere Koreaanse oorlogshelden geridiculiseerd. Dit alles zou uiteindelijk slechts leiden tot de heropflakkering van het Koreaans nationalisme. Ook leidde het juist tot de hergeboorte van de Koreaanse taal, daar men het Japans steeds meer wilde vermijden, en dieper in begon te gaan in het Koreaanse schrift, hangul genaamd.

### Economisch
De eerste jaren van de bezetting werden vooral gewijd aan het uitbreiden en verbeteren van de landbouwsector. Door middel van irrigatie, spaarbekkens en pesticidengebruik slaagden de Japanners erin om de Koreaanse landbouw een duw in de rug te geven, wat leidde tot een hogere productie van rijst en andere graansoorten. De rijstproductie steeg met 33%, waarvan de helft naar Japan geëxporteerd werd, iets dat Japan zeer goed uitkwam toen in 1918 de voedselrellen uitbraken. Veel voedsel werd op een goedkope manier naar Japan geëxporteerd in tijden van nood en tegen lage prijzen.
Japan introduceerde een groot aantal nieuwe technologieën in Korea. Zo werd de gehele infrastructuur verbeterd; er werden betere wegen en spoorwegen aangelegd en de havenstructuren werden volledig vernieuwd. De belangrijkste redenen om deze werken uit te voeren was de export van Koreaans voedsel en de import van Japanse producten te vergemakkelijken. Ook nieuwe communicatiemiddelen werden geïntroduceerd. Al deze elementen zorgden voor een snelle groei van de Koreaanse handel. 
Vanaf de jaren dertig nam de industrialisatie van de Koreaanse economie sterk toe. Het Mantsjoerije-incident leidde tot de oprichting van Mantsjoekwo, een in naam onafhankelijke staat maar waar het Japanse leger het voor het zeggen had. Het Koreaanse bedrijfsleven, inclusief Japanse bedrijven met vestigingen in Korea, zag nieuwe afzetmogelijkheden en de export nam sterkt toe, van 35 miljoen yen naar 269 miljoen yen in de periode 1929-1939. In deze cijfers is de handel met Japan niet opgenomen en de groei was vooral veroorzaakt door de toegenomen handel met Mantsjoekwo. De nadruk lag op traditionele industriële producten als textiel, levensmiddelen, keramiek, hout en dergelijk. Na het uitbreken van de Tweede Chinees-Japanse Oorlog ging de groei versterkt door al werd de focus verlegd naar militair belangrijke goederen zoals de chemie, machinebouw, metaalbewerking en elektrische producten. In 1945 kenden steden als Wŏnsan, Hungnam en Pyongyang al veel industrie. In 1933 telde Korea nog slechts zo'n 214.000 arbeiders in de industrie, transport en bouw en tien jaar later was dit aantal verachtvoudigd naar 1,75 miljoen.
Verder werd er iets gedaan aan hygiëne en gezondheidszorg. Nieuwe geneesmiddelen werden geïmporteerd, en ziekenhuizen werden in een snel tempo opgericht, hetgeen zorgde voor een daling van het sterftecijfer en een bevolkingsgroei. Gedurende elk jaar van de Japanse bezetting groeide het bevolkingsaantal met zo'n 1,4%.

### Politiek
Uit het annexatieverdrag kan men al opmerken dat er geen enkele regel was in verband met stemrecht/plicht. Dit kwam doordat iedere inwoner van Korea, ongeacht zijn etniciteit, geen enkel stemrecht had. Er was ook geen enkele Koreaan te vinden in het Japanse Hogerhuis, noch in het Lagerhuis. Dit bleef ook zo tot 1945, tot het Naisen Ittai, een soort van laat integratieproces, waarbij Japan besloot om 10 Koreaanse vertegenwoordigers toe te laten in het Hogerhuis en 16 in het Lagerhuis. Toch werd dit nooit uitgevoerd in de praktijk daar iets later in dat jaar de Tweede Wereldoorlog eindigde en Japan zich overgaf.

## Het einde van de bezetting

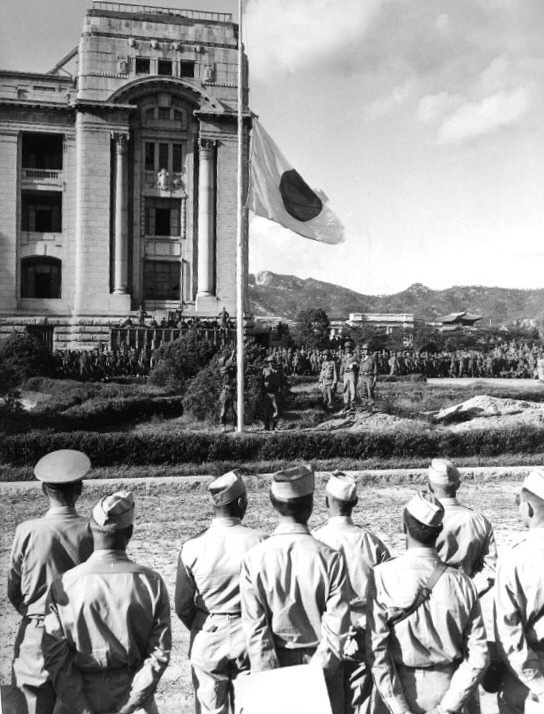
Het strijken van de Japanse vlag op 9 september 1945 voor het gebouw van de gouverneur-generaal in Seoel.

Op 15 augustus 1945 gaf Japan zich over aan de geallieerden, waarmee in Korea een bezettingsperiode van 35 jaar ten einde kwam. In september van hetzelfde jaar arriveerden er Amerikaanse troepen. Tijdens een vergadering in de VS werd besloten om Korea in twee te delen naargelang de machtssfeer. Zuid-Korea kwam onder de VS te staan, terwijl Noord-Korea onder het communistische Sovjet-Unie kwam te vallen.
In 1950 werd Zuid-Korea aangevallen door Noord-Korea, waarmee een nieuwe, drie jaar durende oorlog ontstond: de Koreaanse Oorlog.

## Excuses
In 1965 normaliseerden Japan en Zuid-Korea hun betrekkingen. De regering in Tokio breidde haar omvangrijke economische hulp aan Zuid-Korea daarbij uit. Van excuses die als gemeend werden beschouwd kwam het echter door de jaren heen niet. Tot in 2010; in augustus dat jaar uitte de centrumlinkse premier Naoto Kan zijn 'diepe berouw' over het leed dat Japanners in Korea hadden veroorzaakt door de jarenlange bezetting. "Voor de enorme schade en het leed, veroorzaakt door deze kolonisatie, wil ik opnieuw onze diepe spijt en onze oprechte excuses aanbieden", verklaarde hij. Ook kondigde hij de teruggave van geroofde kunstwerken aan. De excuses werden door Zuid-Korea aanvaard, Noord-Korea gaf geen commentaar. Een vertegenwoordigster van organisaties van troostmeisjes zei: "Kan heeft het over excuses en berouw, maar dat zijn slechts woorden."